# Guivat Ram

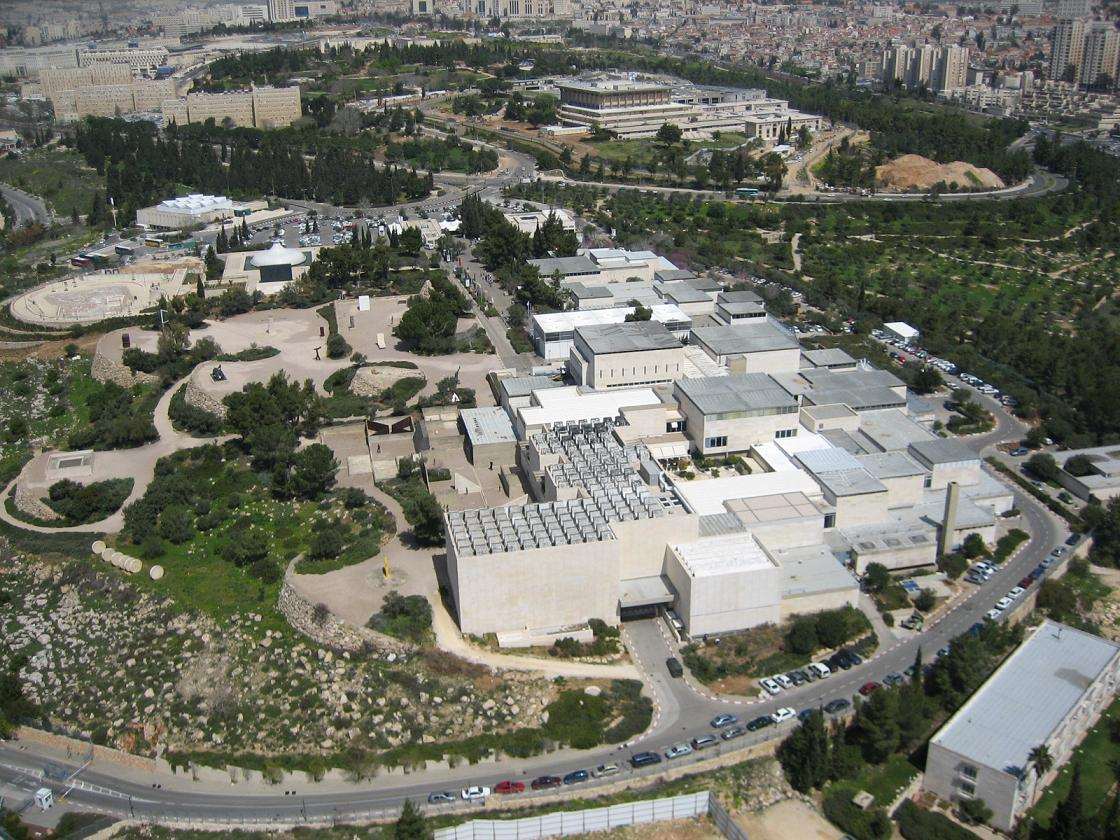
Guivat Ram

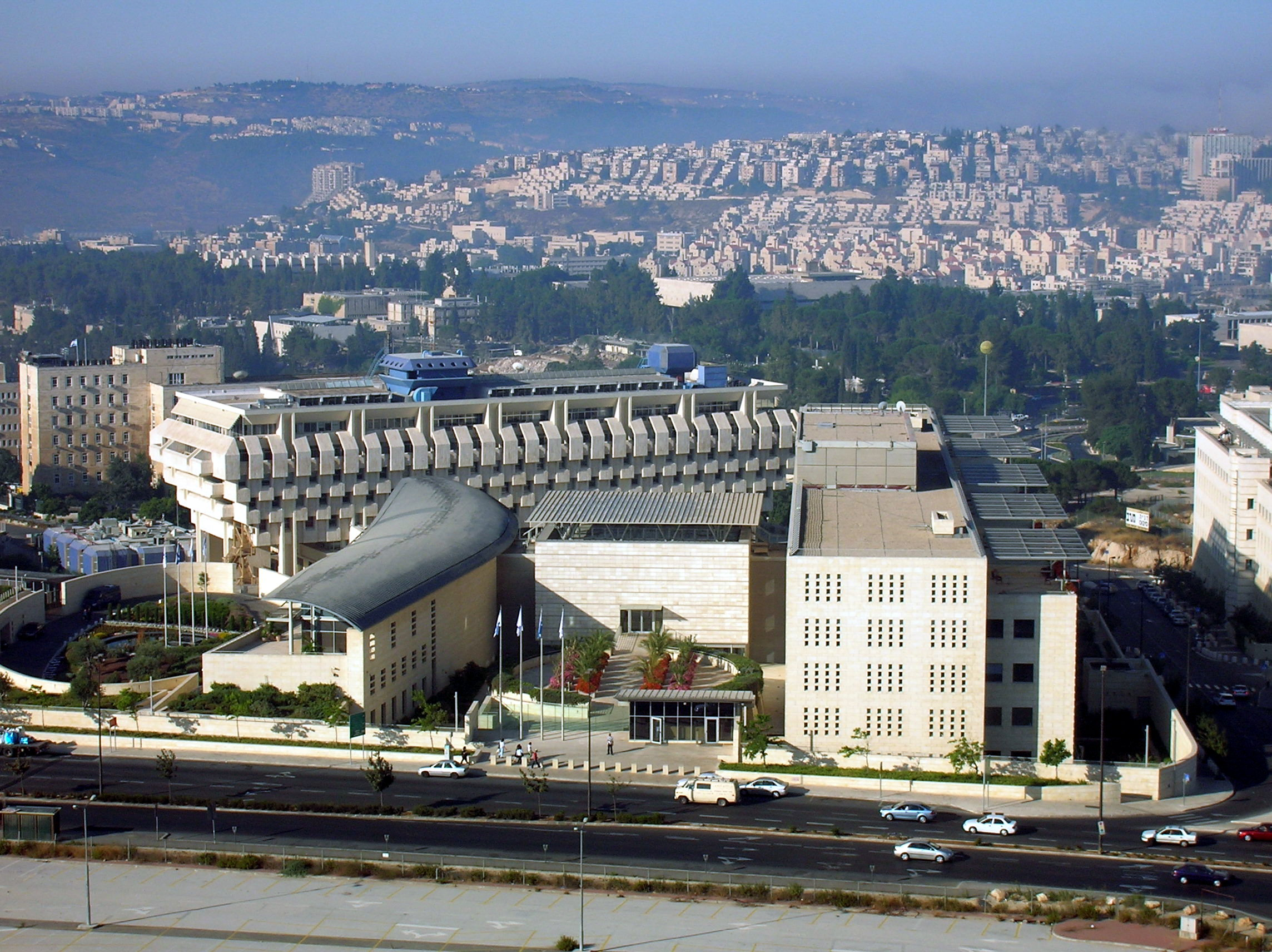
En primer plano, el Ministerio de Asuntos Exteriores, con el Banco de Israel en el fondo

Guivat Ram (hebreo: גִּבְעַת רָם, en árabe: تلة الشيخ بدر‎) es un barrio céntrico de Jerusalén. Con apenas 50.000 m², el barrio cuenta con varias decenas de edificios de importancia, entre ellos la Knéset (el Parlamento israelí), el Museo de Israel, el Museo Tierras de la Biblia, el Tribunal Supremo de Israel, el Banco de Israel, la Academia de la Lengua Hebrea, la Biblioteca Nacional, el Centro Internacional de Convenciones de Jerusalén, el campus de la Universidad Hebrea de Jerusalén, así como otros edificios del Gobierno de Israel. Guivat Ram es el sitio de Kiryat HaMemshalá (en hebreo: קריית הממשלה), un complejo gubernamental que incluye muchas de las instituciones nacionales más importantes de Israel.

## Etimología
Ram es un acrónimo hebreo de Rikuz Mefakdim –  hebreo:  גבעת ריכוז-מפקדים, literal gremio de los oficios, por lo que Guivat Ram significa Colina del gremio de los oficios.

## Historia

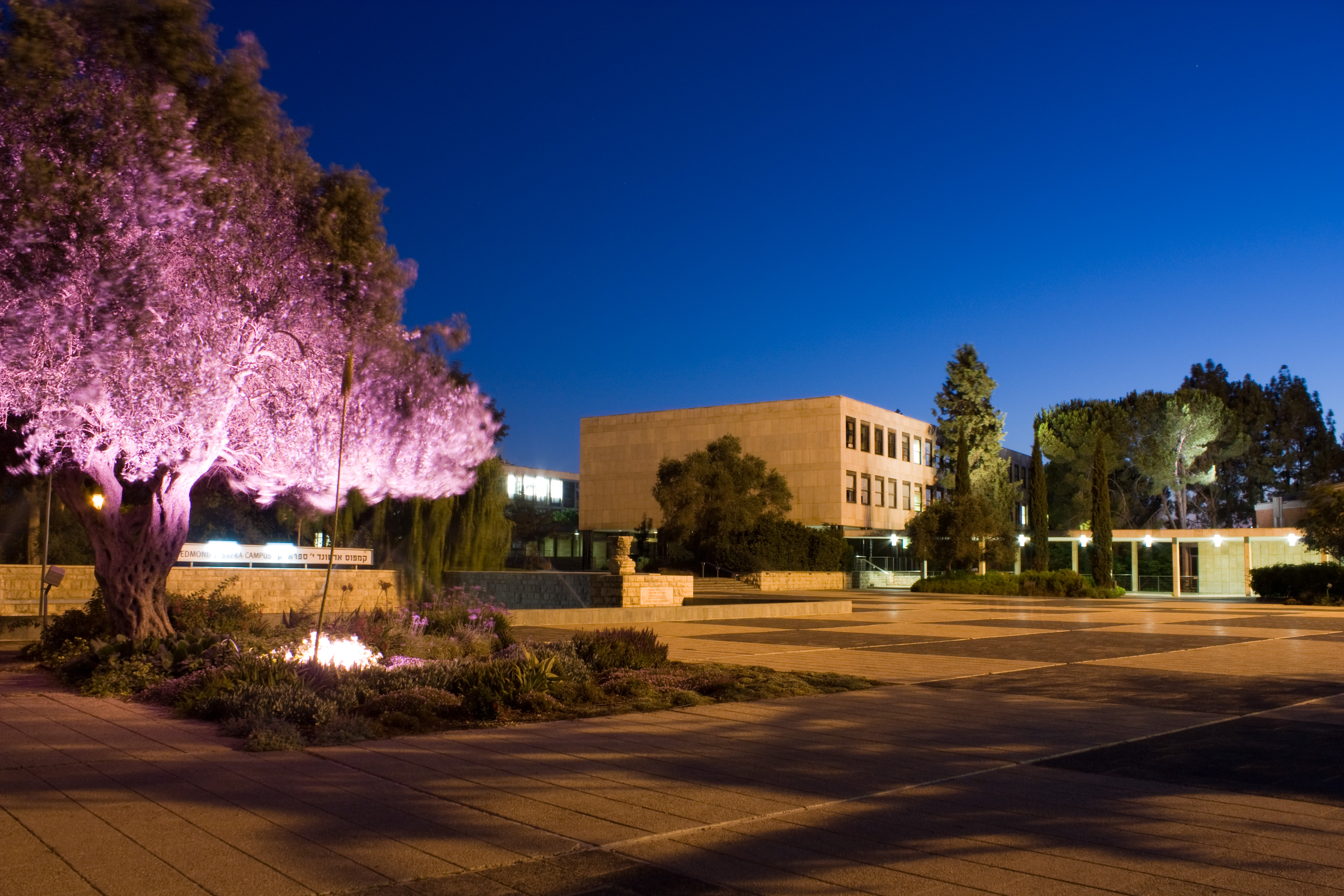
Campus Edmond J. Safra de la Universidad Hebrea de Jerusalén.

Hasta 1948, los mapas de la zona, bajo la autoridad de la Survey de Palestina deban al barrio el nombre de karam Sila. 

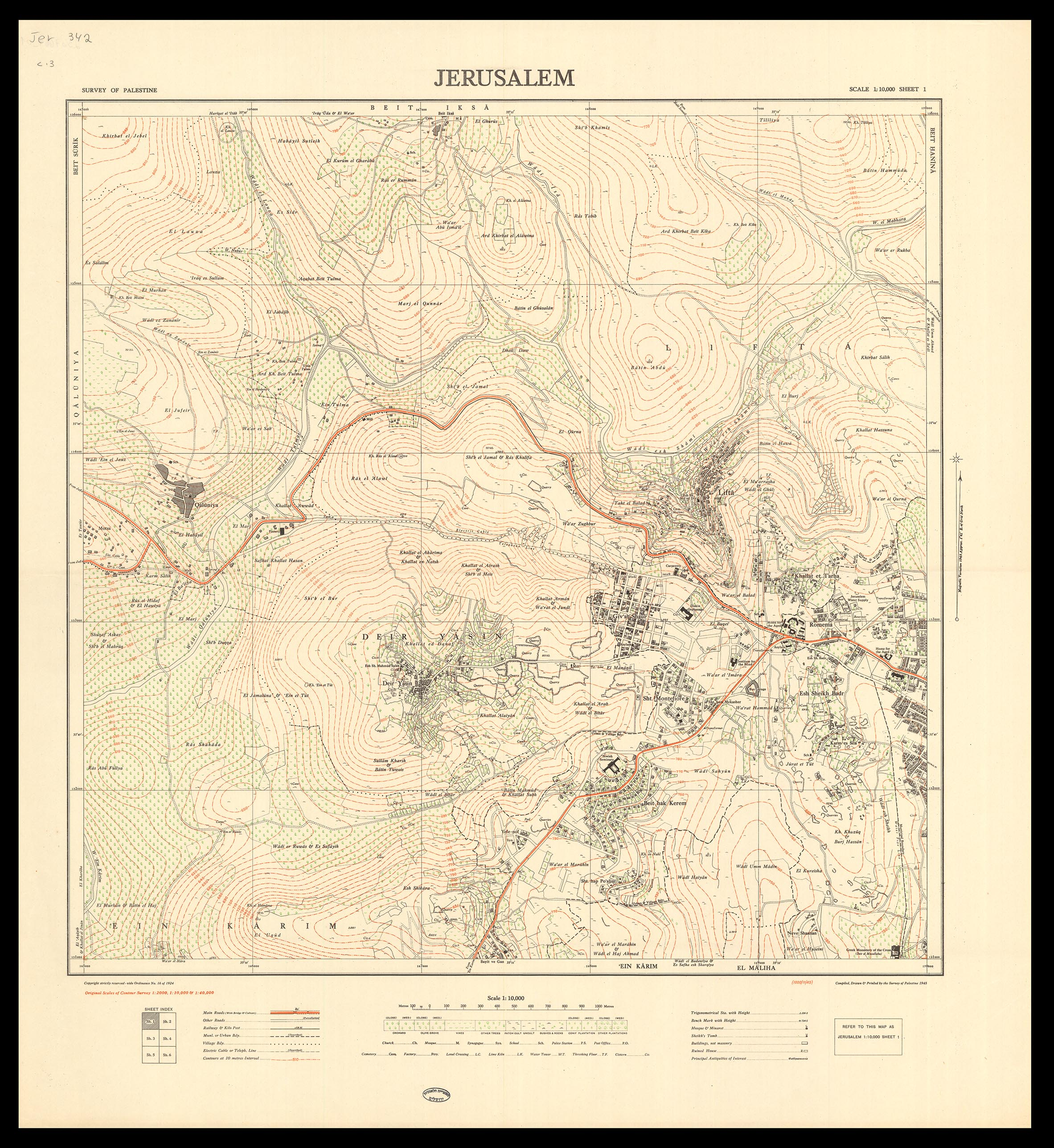
Mapa de Jerusalén, hecho por la Survey de Palestina, 1945-1946

El nombre indica que era una viña (en hebreo: כרם, kerem ) perteneciente a la familia Sila.

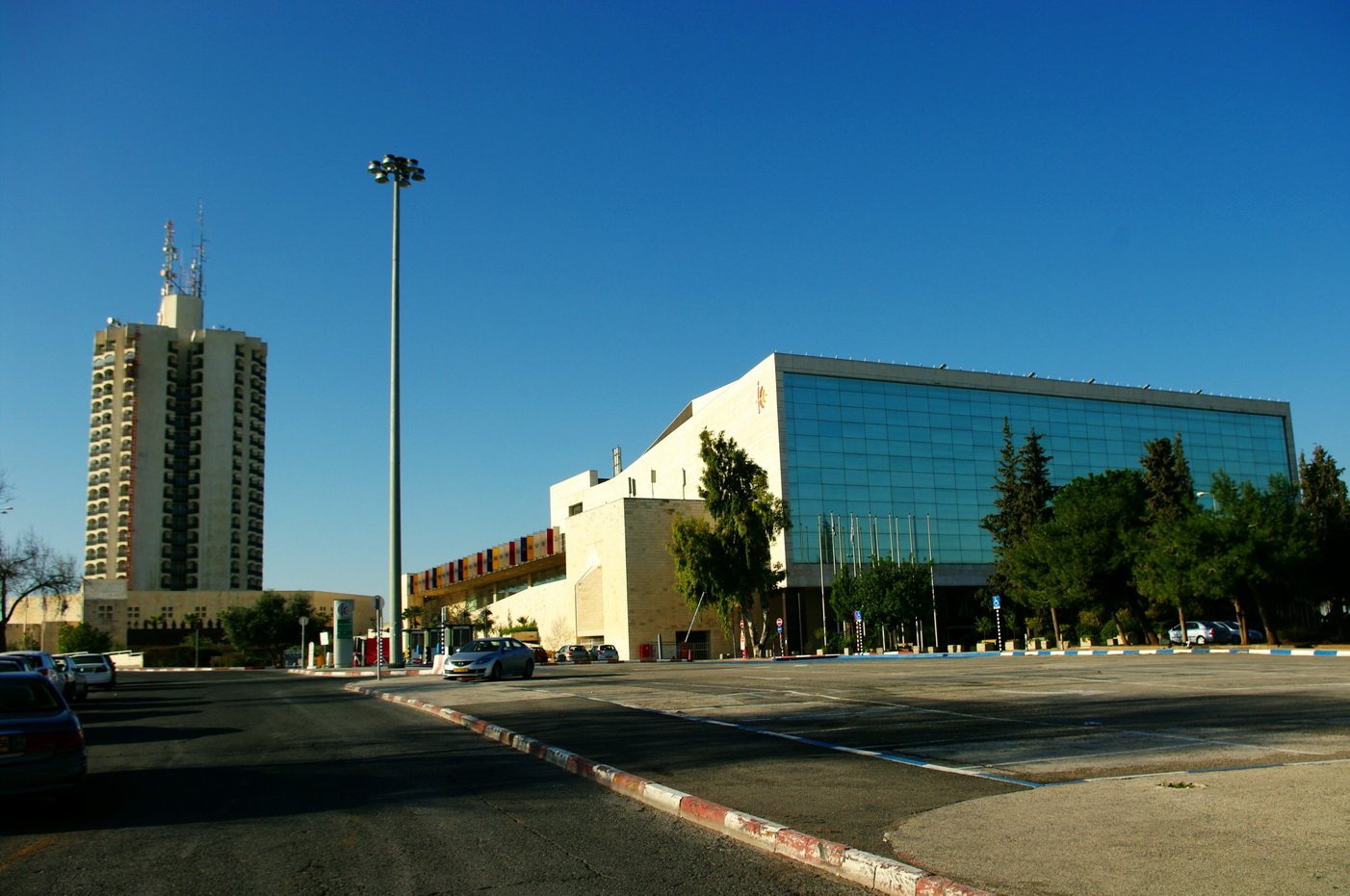
Centro Internacional de Convenciones de Jerusalén. (Binyanei HaUma).

Con el paso de los años, allí también fue a parar el Parque de Rosas Wohl o el Parque Tecnológico de Jerusalén, desarrollado conjuntamente por la Autoridad de Desarrollo de Jerusalén y la Universidad Hebrea. Es uno de los primeros parques de alta tecnología de la región, que busca unir la investigación académica con el desarrollo tecnológico de las empresas emergentes o start-ups.

## Hallazgos arqueológicos
La primera excavación se llevó a cabo con motivo de la construcción del Centro Internacional de Convenciones de Jerusalén, denominado Binyanei HaUma, en julio de 1949, por M. Avi-Yonah, que desenterró cisternas y piscinas de diferentes tamaños del período herodiano, así como ladrillos y tejas de edificios de la Décima Legión Romana y restos de un monasterio. En mayo de 1968, antes de la construcción del Hotel Hilton y más adelante con ocasión de la construcción del Centro Internacional de Convenciones de Jerusalén Binyanei HaUma, el arqueólogo Avi-Yonah llevó sendas excavaciones en las que se encontraron restos de un horno de alfarero, un área de preparación para la arcilla y una profunda cisterna de agua. El área había sido cubierta por una gruesa capa de yeso sobre la que se encontraron grandes mortarios y muchos ladrillos de la Décima Legión. En julio de 1993, una pequeña excavación en la esquina noroeste del barrio dejó a la luz hornos de la Décima Legión y un mosaico del período bizantino.